# Municipio de Glenfield
El municipio de Glenfield (en inglés: Glenfield Township) es un municipio ubicado en el condado de Foster en el estado estadounidense de Dakota del Norte. En el año 2010 tenía una población de 51 habitantes y una densidad poblacional de 0,55 personas por km².

## Geografía
El municipio de Glenfield se encuentra ubicado en las coordenadas 47°27′6″N 98°33′6″O / 47.45167, -98.55167. Según la Oficina del Censo de los Estados Unidos, el municipio tiene una superficie total de 92.81 km², de la cual 92,46 km² corresponden a tierra firme y (0,38 %) 0,35 km² es agua.

## Demografía
Según el censo de 2010, había 51 personas residiendo en el municipio de Glenfield. La densidad de población era de 0,55 hab./km². De los 51 habitantes, el municipio de Glenfield estaba compuesto por el 98,04 % blancos y el 1,96 % eran de una mezcla de razas. Del total de la población el 0 % eran hispanos o latinos de cualquier raza.